# یوتی‌سی ۱۱:۰۰+
|  | یوتی‌سی ۰۳:۰۰+ | MSK−1: زمان کالینینگراد |
|  | یوتی‌سی ۰۴:۰۰+ | MSK: زمان مسکو          |
|  | یوتی‌سی ۰۶:۰۰+ | MSK+2: زمان یکاترینبرگ  |
|  | یوتی‌سی ۰۷:۰۰+ | MSK+3: زمان اومسک       |
|  | یوتی‌سی ۰۸:۰۰+ | MSK+4: زمان کرانسنویارک |
|  | یوتی‌سی ۰۹:۰۰+ | MSK+5: زمان ایرکوتس     |
|  | یوتی‌سی ۱۰:۰۰+ | MSK+6: زمان یاکوتسک     |
|  | یوتی‌سی ۱۱:۰۰+ | MSK+7: زمان ولادی‌وستوک  |
|  | یوتی‌سی ۱۲:۰۰+ | MSK+8: زمان ماگادان     |

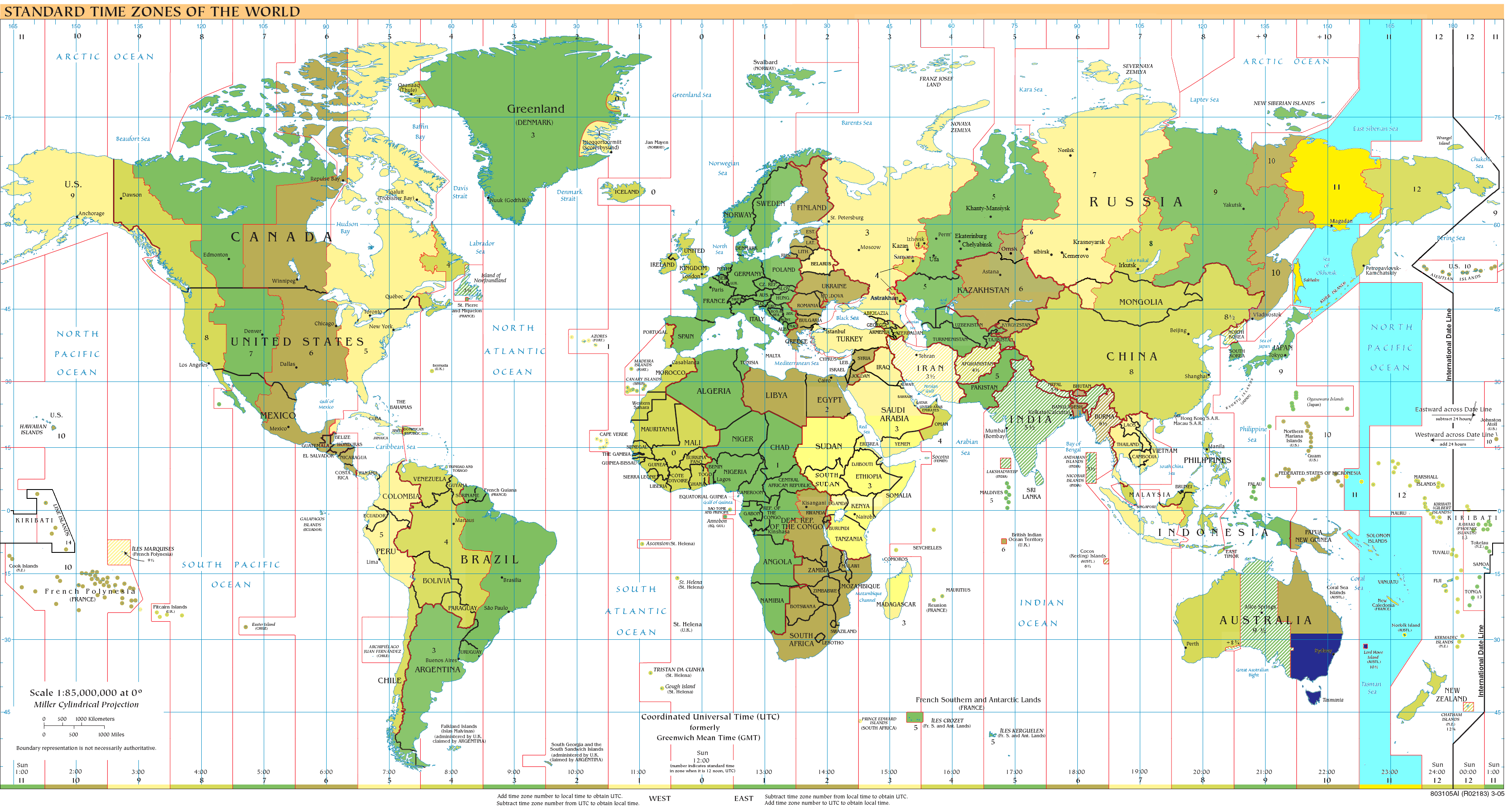
UTC+11: آبی (دسامبر), نارنجی (June), زرد (تمام سال), آبی روشن - محدوده دریا

هم‌اکنون زمان‌بندی گرینویچ به علاوه ۱۱:۰۰+ (به انگلیسی: UTC+11:00) برای اندازه‌گیری زمان کاربرد دارد.

## زمان استاندارد در تمام سال
- ایالات فدرال میکرونزی
  - کسری، پوهنپی و مناطق اطراف
- کالدونیای جدید
- جزایر سلیمان
- وانواتو
- روسیه
  - سرزمین پریمورسکی (شامل ولادی‌وستوک)
  - ساخالین
  - سرزمین خاباروفسک
  - یاقوتستان (بخش مرکزی)

## وقت تابستانی نیمکره جنوبی
- استرالیا
  - قلمرو پایتختی استرالیا
  - نیو ساوت ولز (به جز بروکن هیل; ولی شامل جزیره لرد هاوو، که در زمستان در منطقه زمانی UTC+10:30 هست)
  - تاسمانی
  - ویکتوریا (استرالیا)